# Новоселівка (Чернігівський район)
Новосе́лівка, до 1946 року Яців (Яцеве)— село в Україні, у Киселівській сільській громаді Чернігівського району Чернігівської області. Населення становить 766 осіб. До 2020 орган місцевого самоврядування — Вознесенська сільська рада.
Відстань до Чернігова становить близько 9 км і проходить автошляхом Н27, із яким збігається Н28.

## Історія
Засноване 1704 року, до 1946 року мало назву Яцеве.
Частина села увійшла до Чернігова і фактично стала його східним передмістям.
12 червня 2020 року, відповідно до розпорядження Кабінету Міністрів України № 730-р «Про визначення адміністративних центрів та затвердження територій територіальних громад Чернігівської області», увійшло до складу Киселівської сільської громади.
19 липня 2020 року, в результаті адміністративно - територіальної реформи та ліквідації Чернігівського району, село увійшло до складу новоутвореного Чернігівського району Чернігівської області.
Навесні 2022 року під час облоги Чернігова російськими військами село було майже вщент зруйновано — в ньому не залишилося жодного вцілілого будинку.
Загинули в селі
- Мовчан Євгеній Михайлович (1974—2022) — молодший сержант Збройних сил України, учасник російсько-української війни, що загинув у ході російського вторгнення в Україну в 2022 році.

## Населення

### Мова
Розподіл населення за рідною мовою за даними перепису 2001 року:
| Мова            | Кількість | Відсоток |
| --------------- | --------- | -------- |
| українська      | 701       | 91.51%   |
| російська       | 60        | 7.83%    |
| білоруська      | 2         | 0.26%    |
| інші/не вказали | 3         | 0.40%    |
| Усього          | 766       | 100%     |

## Галерея

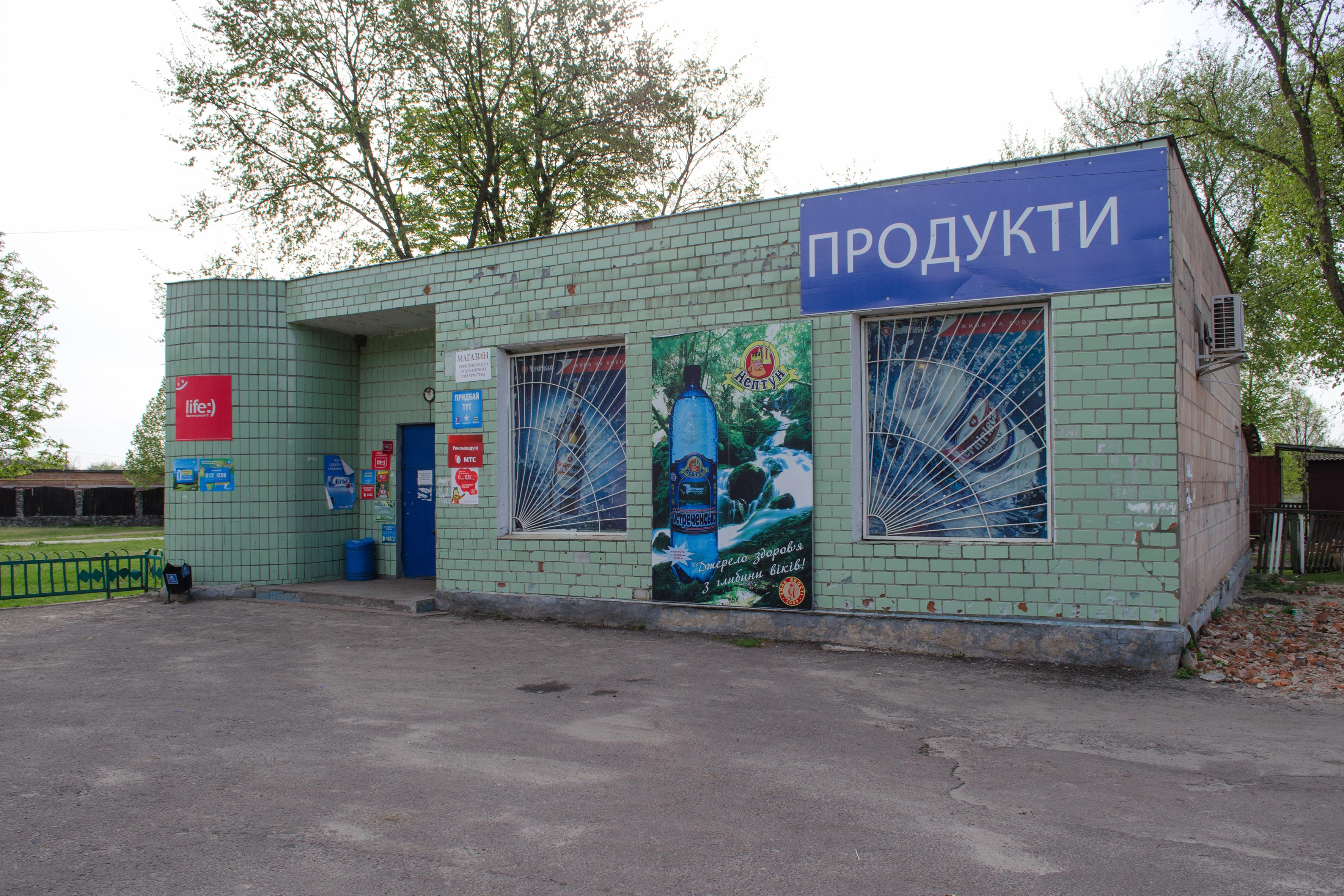
Магазин
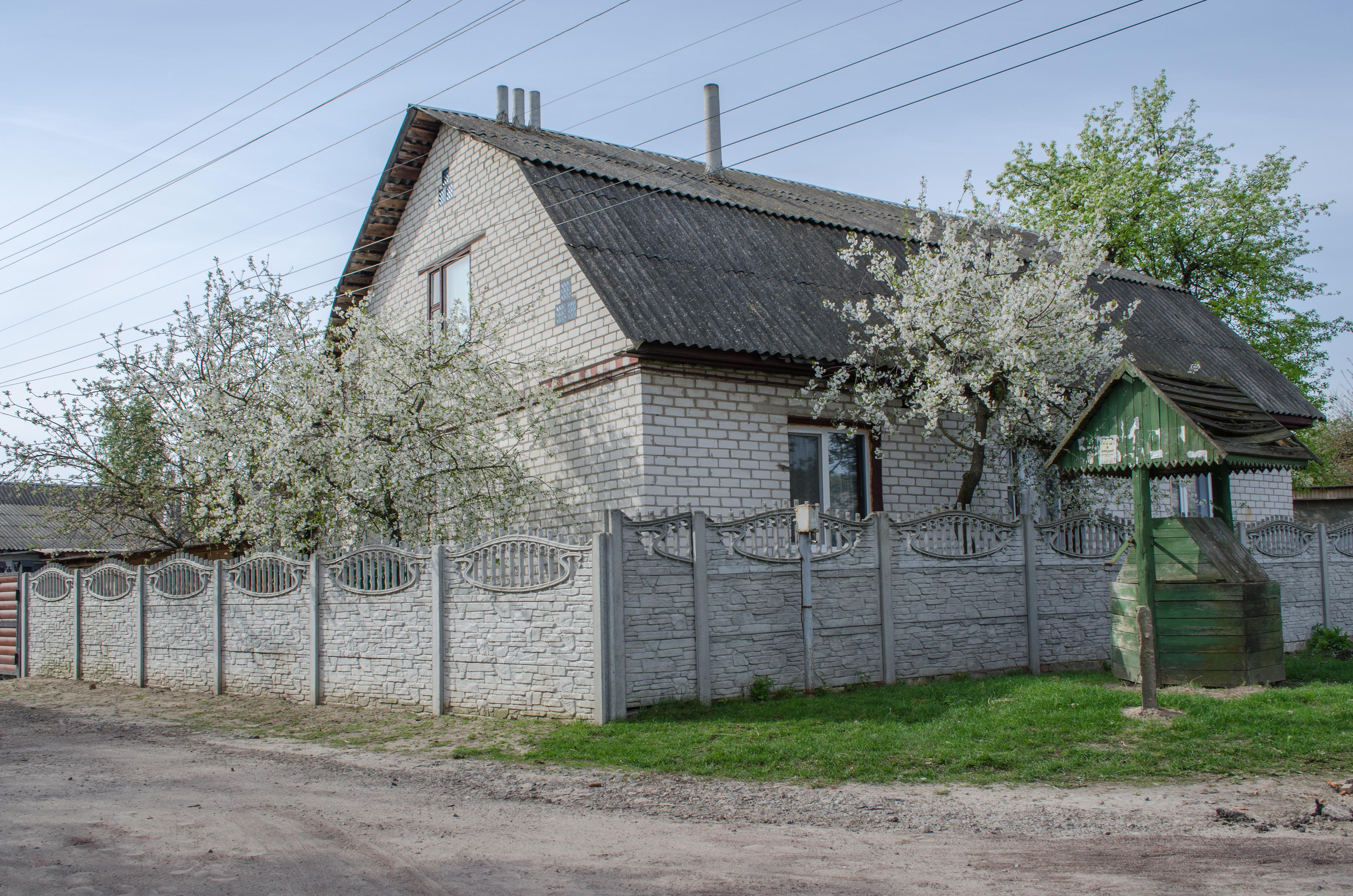
Житловий будинок
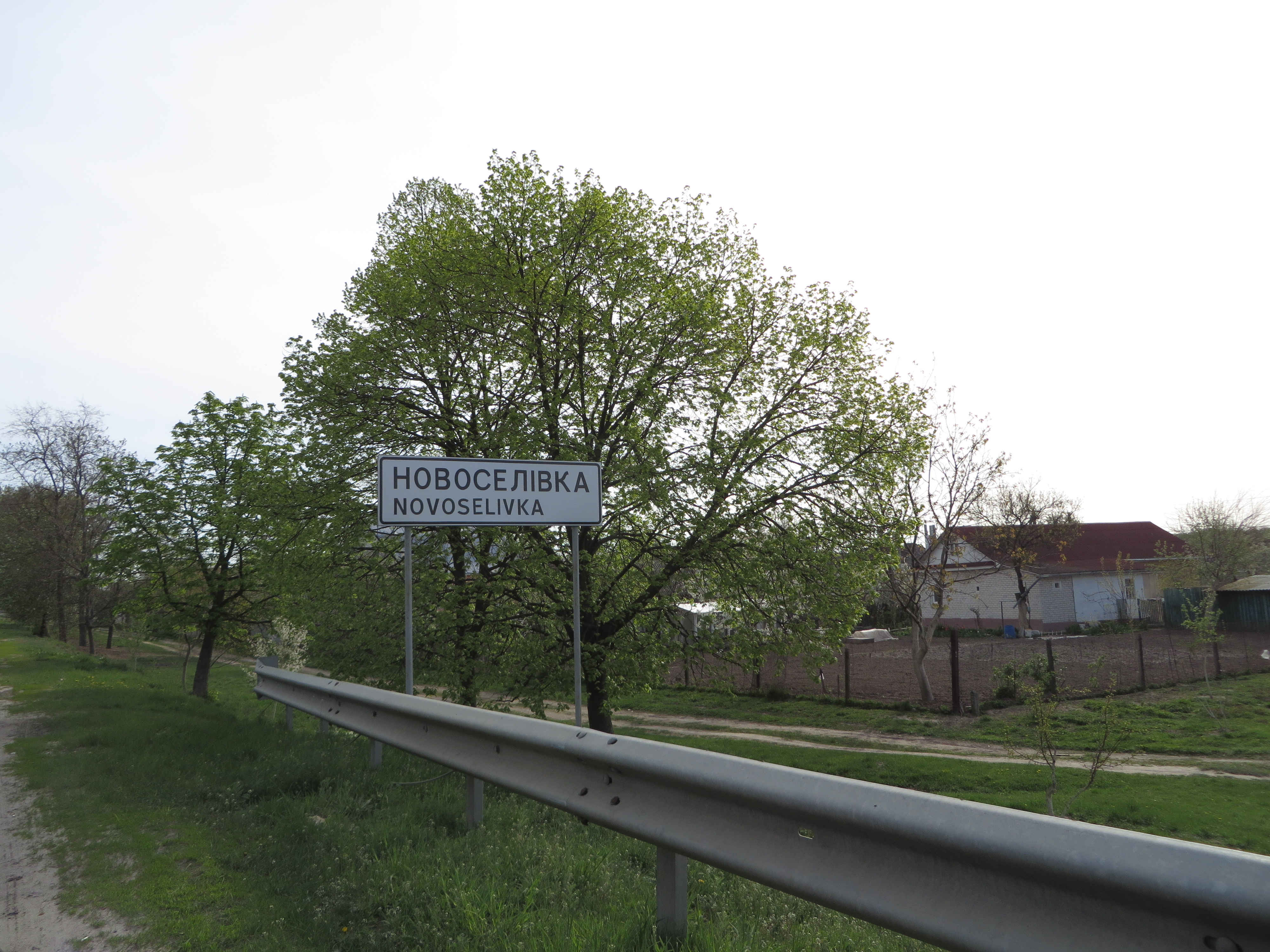
Табличка із назвою села
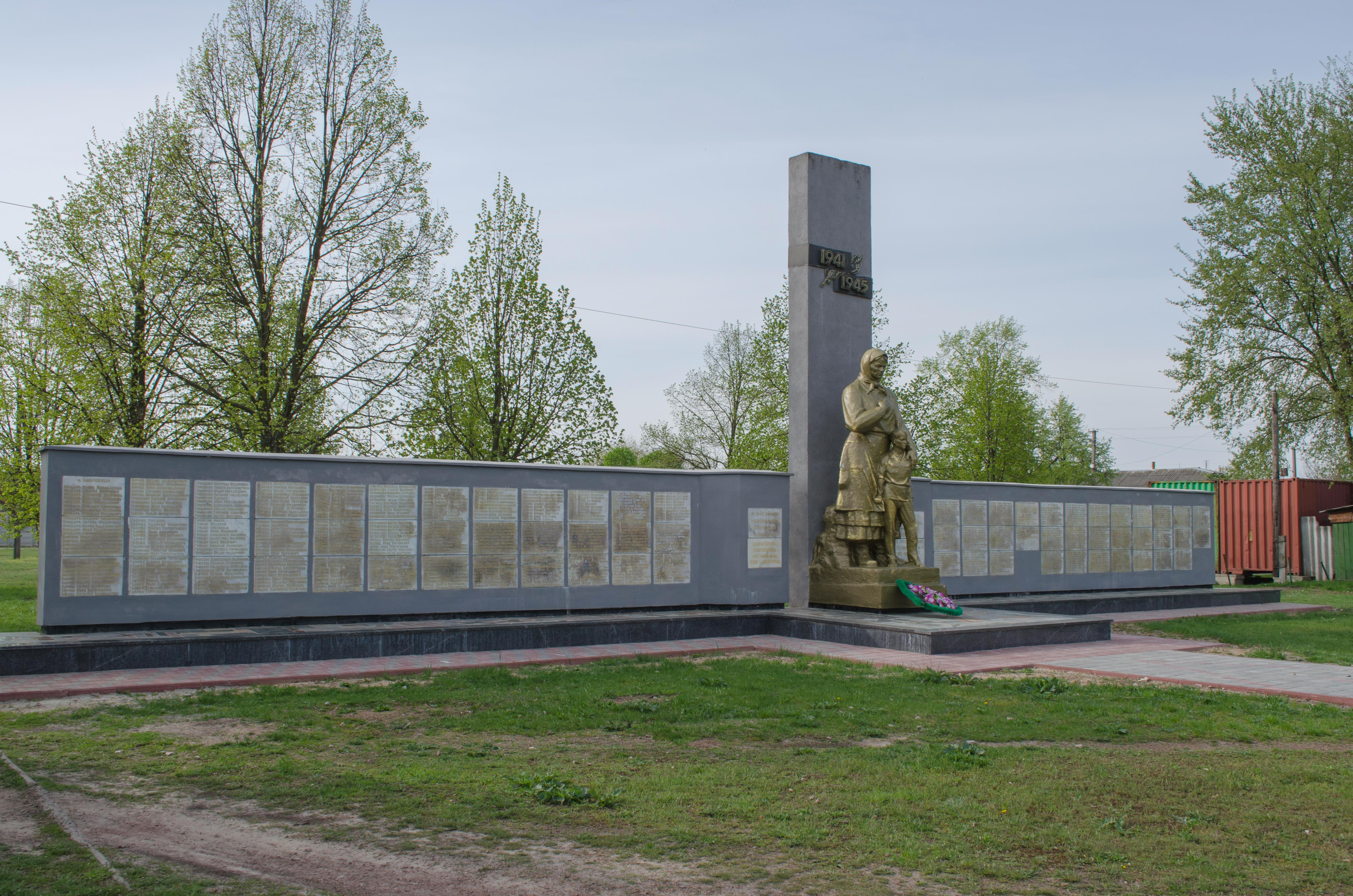
Братська могила
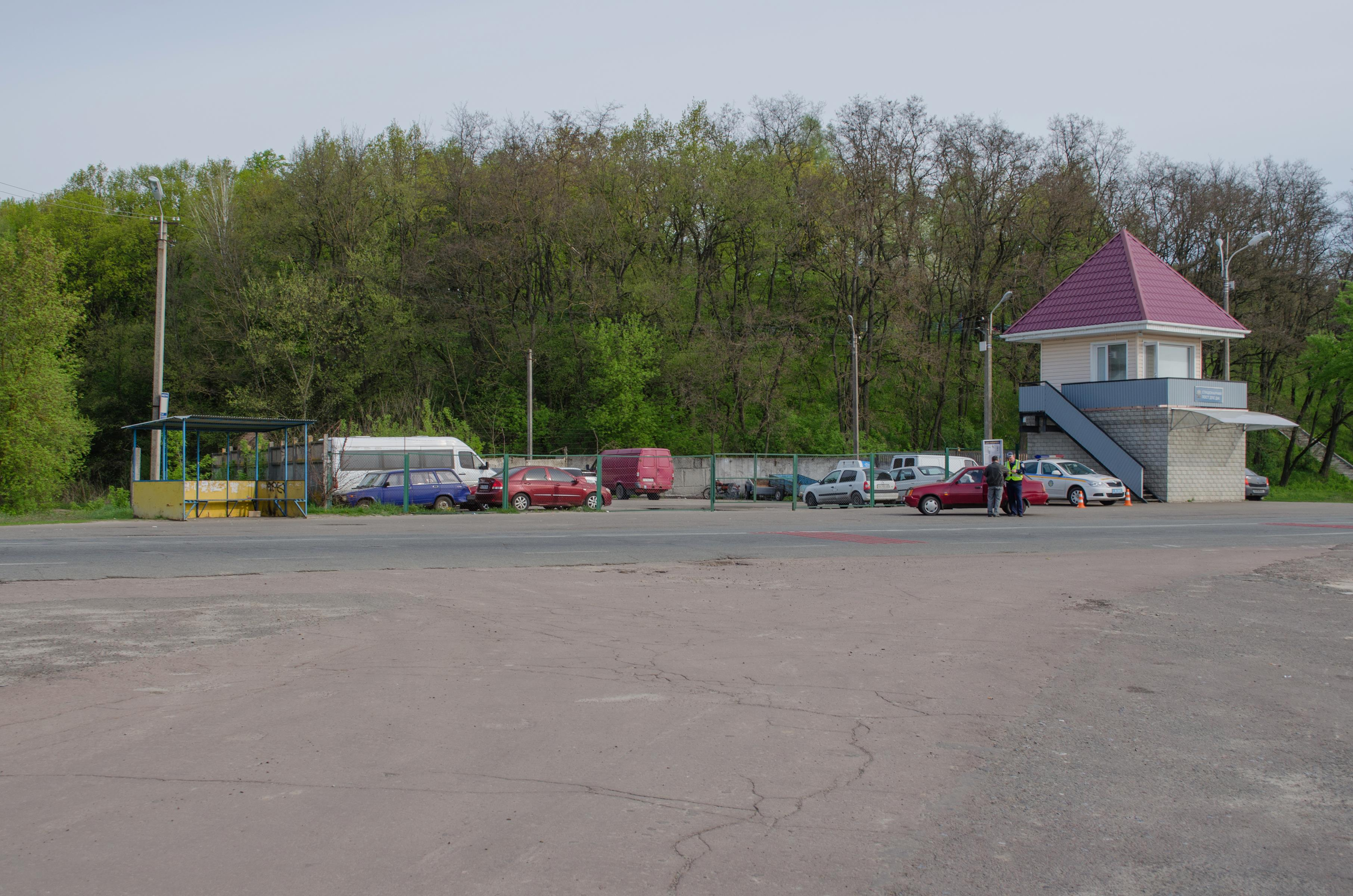
Пост ДАІ
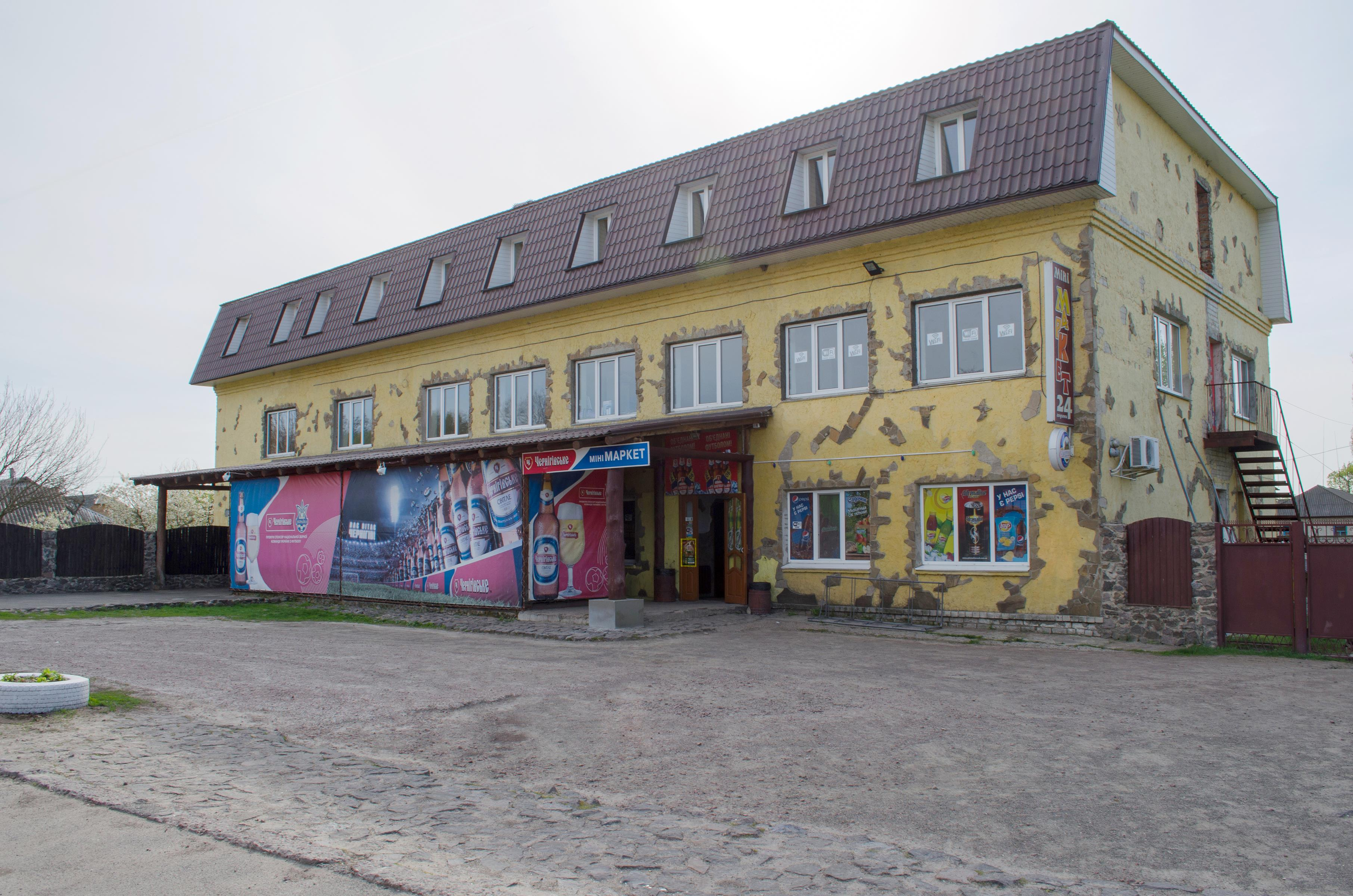
Мінімаркет
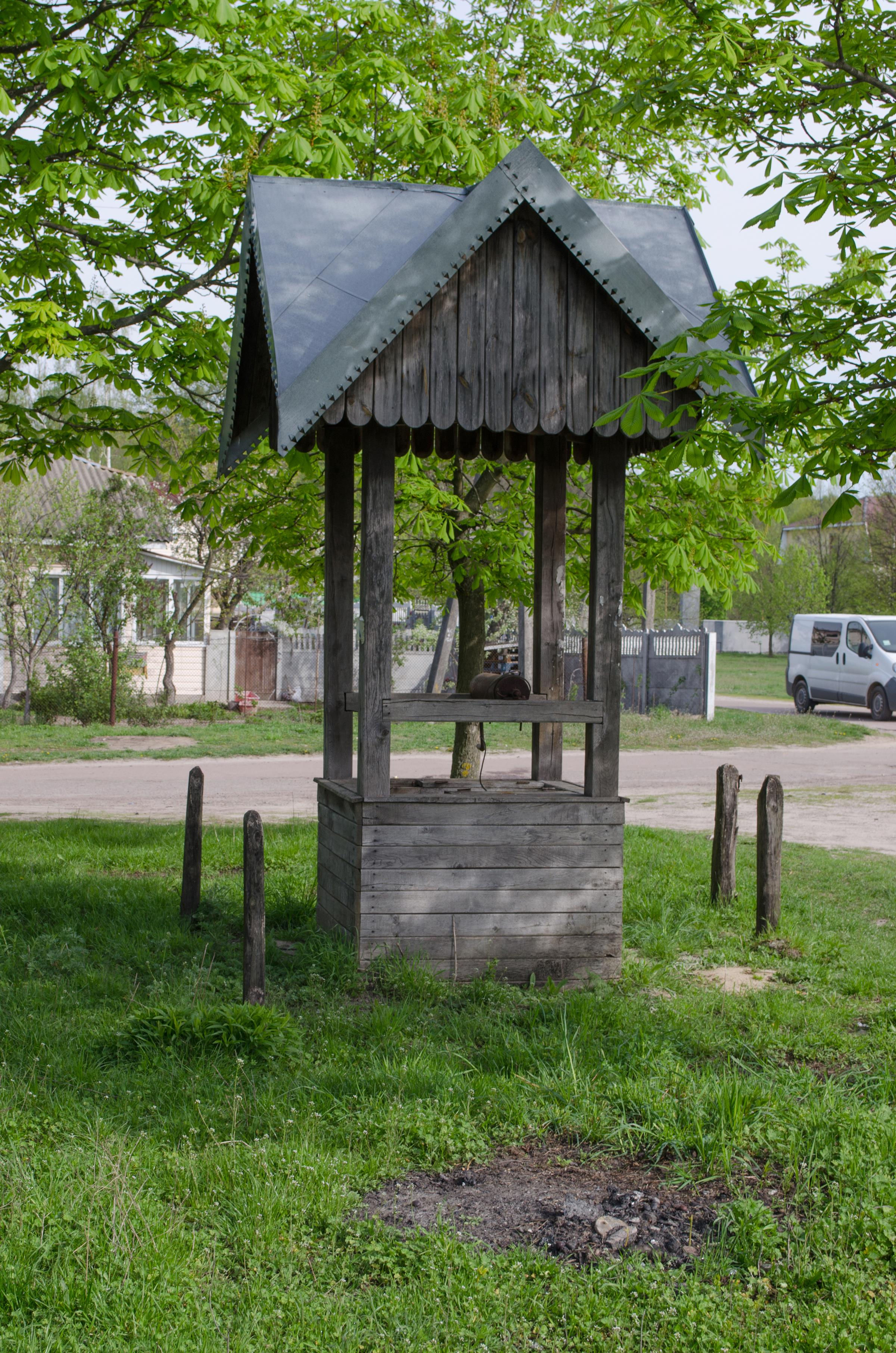
Колодязь
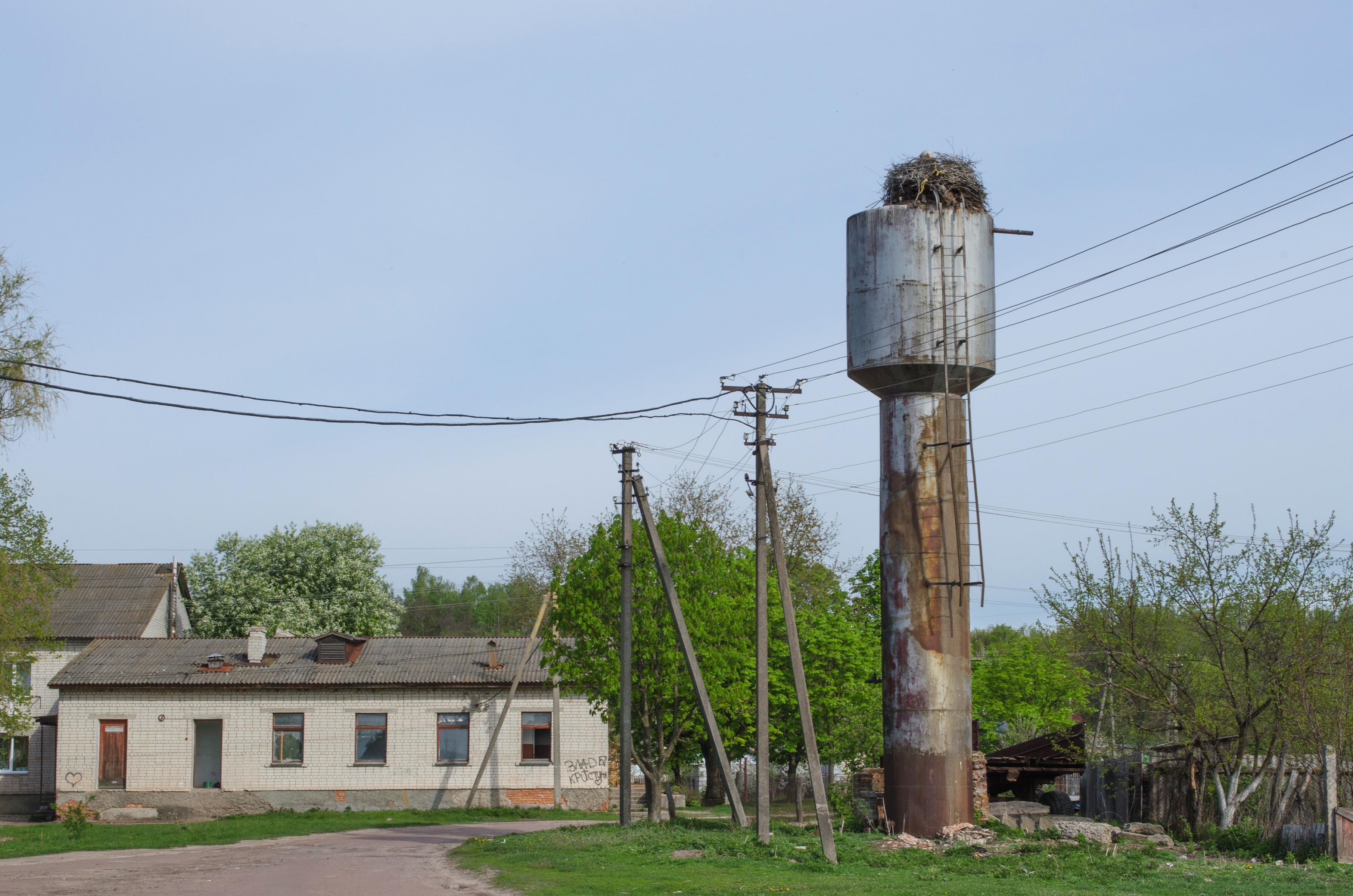
Водогінна вежа з лелечиним гніздом
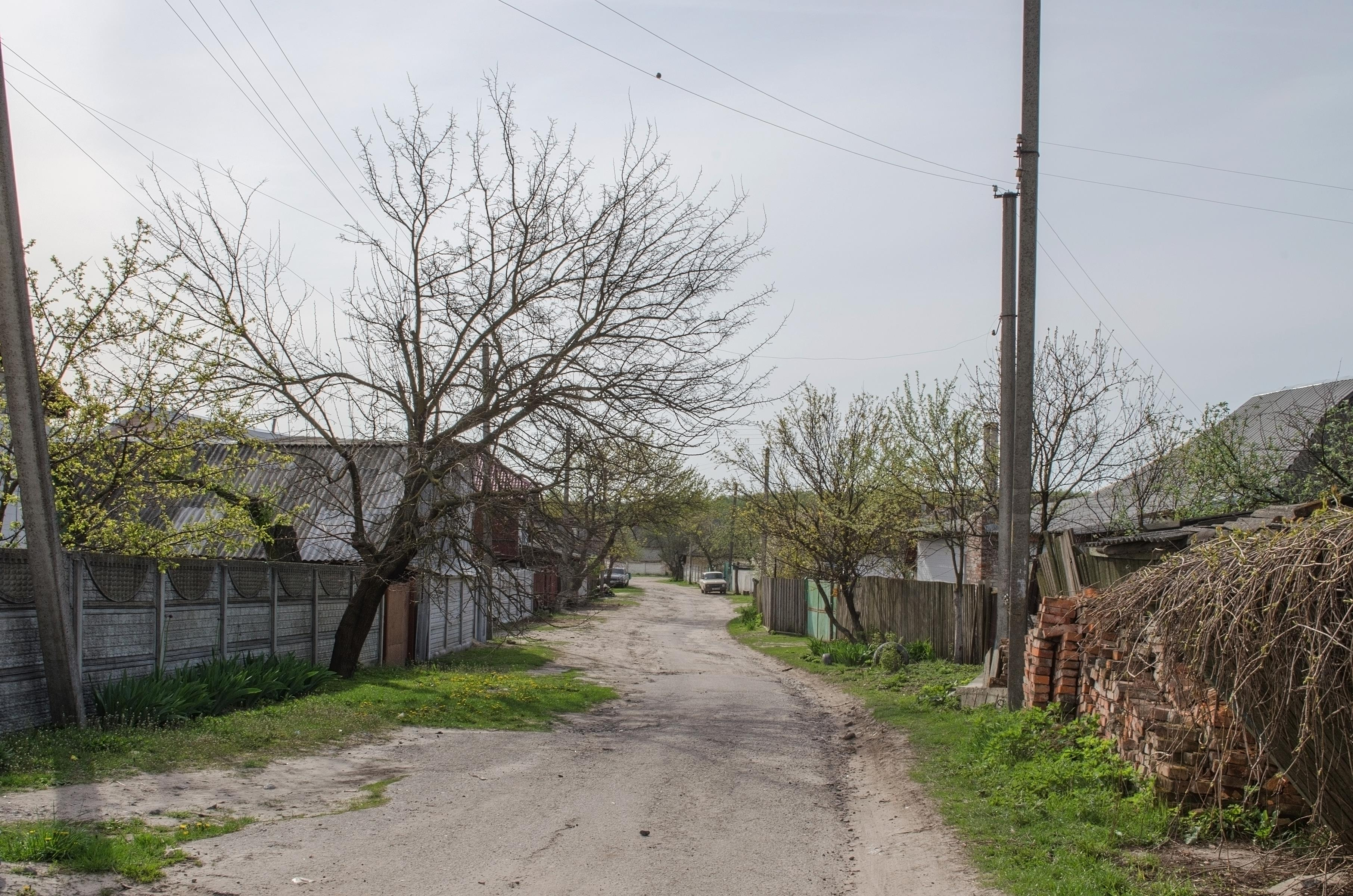
Сільська вулиця
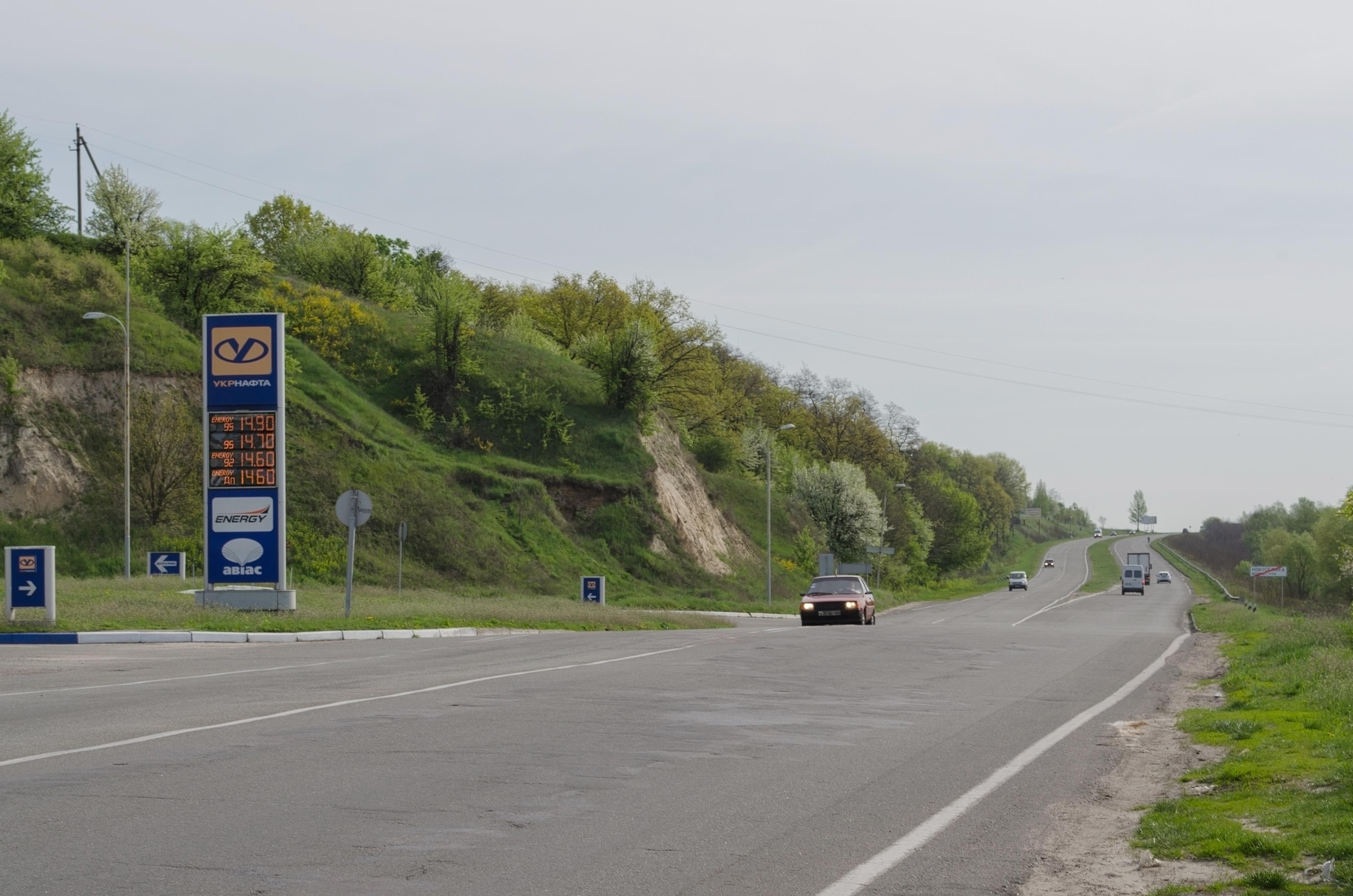
Траса Чернігів - Новгород-Сіверський
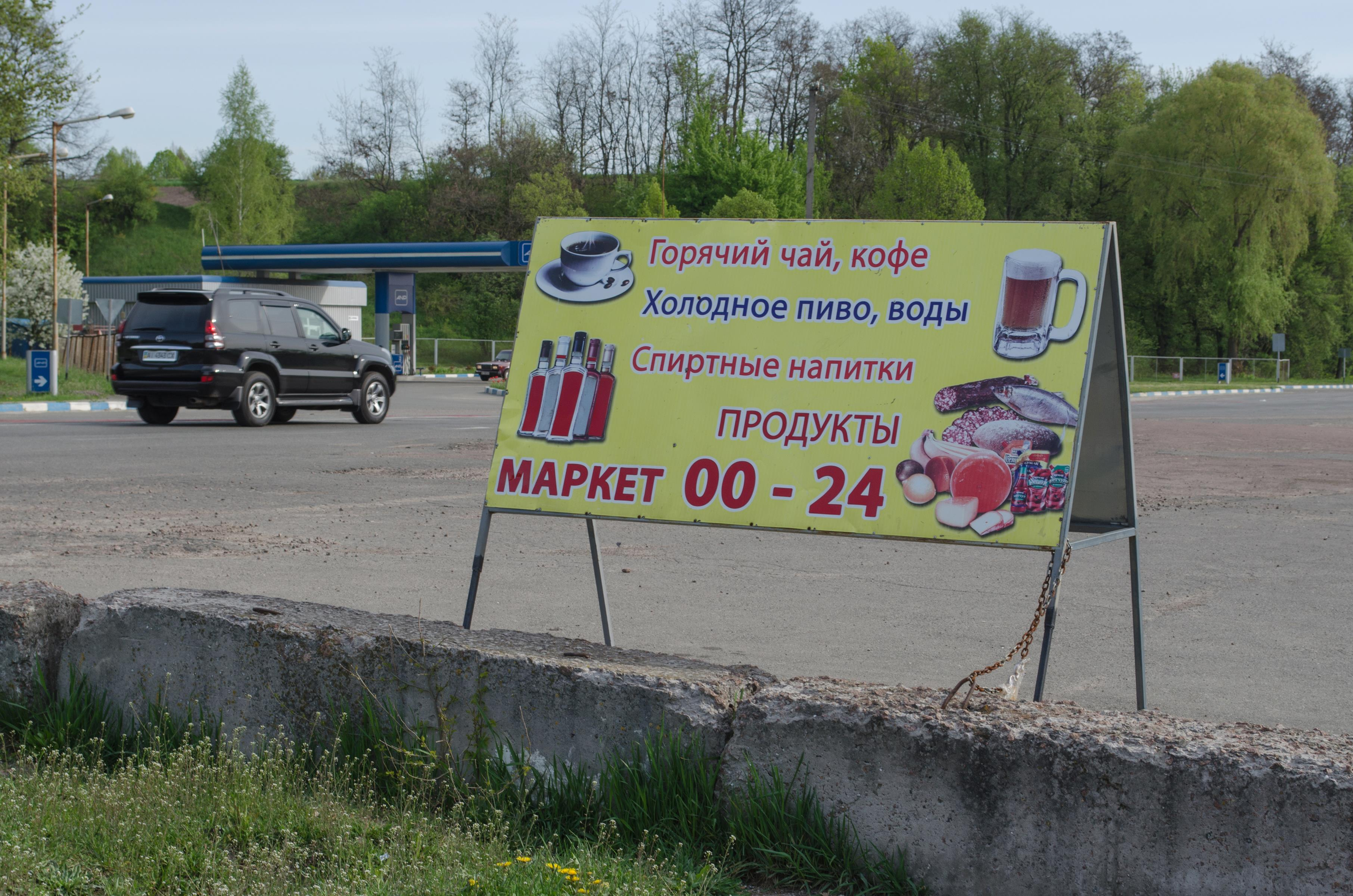
Реклама